# Emil Andersson (bordtennisspelare)
Emil Andersson, född 29 april 1993, är en svensk handikappidrottare i bordtennis. Andersson vann en bronsmedalj vid Paralympiska sommarspelen 2012 i London och EM-guld 2011. Han är klassad 8 enligt handikappsystemet till följd av en halvsides CP skada. Han tävlar för Västers BTK och är bosatt i Arboga.
2009: EM-silver individuellt
2011: EM-guld individuellt och i lag (Fabian Rignell)
2013: EM-brons individuellt och lag (Fabian Rignell)
2015: EM-brons individuellt och lag (Fabian Rignell)
2014: VM-brons individuellt
2017: VM-guld lag (Linus Karlsson)
2012: Paralympics-brons individuellt
2016: Paralympics-brons lag (Linus Karlsson)
Andersson började med handikapp-bordtennis som 10-åring och gjorde debut i ladslagssammanhang 2008, endast fyra år efter att han börjat spela.